# Mörsch (Frankenthal)
Mörsch è una frazione della città tedesca di Frankenthal (Pfalz), nel Land della Renania-Palatinato.

## Storia
Fu comune autonomo fino al 1919.

## Amministrazione
Mörsch è amministrata da un consiglio di frazione (Ortsbeirat) composto da 9 membri.